# Estat insular

Estats insulars del món

Un estat insular és un estat independent que es troba enterament en una o més illes, o en un o més grups d'illes, i que no té cap territori continental. Dels 192 estats reconeguts per les Nacions Unides, quaranta-cinc són considerats com a insulars. Austràlia no hi està inclosa, ja que es considera una massa continental.
Els països insulars es poden dividir en aproximadament dos grups:
- El primer és un grup de països grans en extensió i molt poblats que es troben a prop d'algun continent, com ara el Japó, Sri Lanka, les Filipines, Cuba, el Regne Unit, Madagascar, i Indonèsia. Aquests països compartixen moltes característiques culturals i polítiques amb llurs veïns continentals. La localització de les illes ha estat naturalment avantatjosa per a la majoria d'aquests països, ja que els proveïx d'aïllament i protecció de les invasions. Per altra banda, el desenvolupament de les flotes navals per a comunicar-se amb el continent, els va donar un punt d'avantatge històric en el comerç internacional.
- El segon grup inclou illes molt més petites com ara Malta, Comores, les Bahames, Tonga i les Maldives. Aquests països sovint presenten diferències culturals o polítiques de llurs veïns continentals. Llur extensió sovint implica que hi ha poca agricultura i pocs recursos naturals, tot i que recentment, s'han convertit en centres turístics importants.